# Spes Football Club
Lo Spes Football Club era una società calcistica italiana con sede a Genova.

## Storia
Fondata nel 1913, giocò gli spareggi per l'ammissione alla Prima Categoria il 5 novembre 1919. Sconfitta di misura dalla Sampierdarenese, riuscì comunque a conquistare la promozione in massima serie battendo, nella seconda gara di spareggio, la Sestrese per 3-0 a tavolino poiché la partita fu sospesa al 46'.
Venne inserita nel girone eliminatorio ligure, insieme a Genoa, Andrea Doria, Giovani Calciatori Grifone, Sampierdarenese e Savona. Finì ultima con soli 5 punti, un punto in meno del Savona quinto classificato, e sarebbe dovuta retrocedere in Promozione ligure, ma le retrocessioni vennero tutte annullate per allargamento dei quadri.
Nella stagione successiva invece riuscì a raggiungere la salvezza con un sesto posto in un girone composto da 8 squadre, racimolando 12 punti in 14 partite (5 vittorie, 2 pareggi e 7 sconfitte), segnando 16 reti e subendone 27. Il 6 novembre 1921 il difensore della SPES Gracco De Nardo vestì la maglia della Nazionale in amichevole contro la Svizzera.
Nella stagione 1921-1922 le 24 maggiori squadre del Nord secessionarono dalla FIGC creando una concorrente federazione, la CCI, con un proprio campionato. La Spes giocò nel campionato FIGC arrivando quinta nel girone ligure. Raccolse 7 punti in 10 partite vincendone 3, pareggiandone 1 e perdendo le restanti 7. Partecipò anche alla Coppa Italia 1922 uscendo al primo turno, a causa della sconfitta in casa per 0-1 contro la Speranza Savona.
Il Compromesso Colombo, riforma dei campionati che ridusse il numero delle partecipanti al campionato di Massima Serie, condannò la SPES alla retrocessione in Seconda Divisione. Nella stagione 1922-1923 la SPES disputò un buon campionato giungendo terzo nel girone eliminatorio ma nella stagione successiva non riuscì a salvarsi e retrocedette in Terza Divisione ligure.
Partecipò – nel gruppo A fascia Nord-Ovest – alla Coppa Italia 1926-1927 vincendo fuori casa (a tavolino) per 2 a 0 contro il Lancia di Torino. Fu eliminata dal Saronno nel turno seguente per 3 a 1 (giocata fuori casa).
Al termine della stagione 1927-1928 venne ammessa alla seconda divisione nord, la Serie D dell’epoca. Dopo due stagioni in Seconda Divisione, nella stagione 1930-1931 venne esclusa dal campionato per inadempienze finanziarie.

## Stadio
La Spes giocò inizialmente in un campo presso il quartiere genovese di San Gottardo ed in seguito sulla cosiddetta Piazza d'Armi ove sorge l'attuale Piazza della Vittoria in Genova.
La sede societaria era invece posta in via Assarotti, nei pressi della Basilica di Santa Maria Immacolata, che diede il nome alla squadra.